# رود امایوگی
رود امایوگی (Estonian pronunciation: [ˈemɑjɤgi]; به معنای "رود مادر") رودی در شهرستان تارتو، استونی است. این رود از دریاچه وورتسیارو تا دریاچه پیپوس به طول ۱۰۰ کیلومتر در جریان است.

## نگارخانه

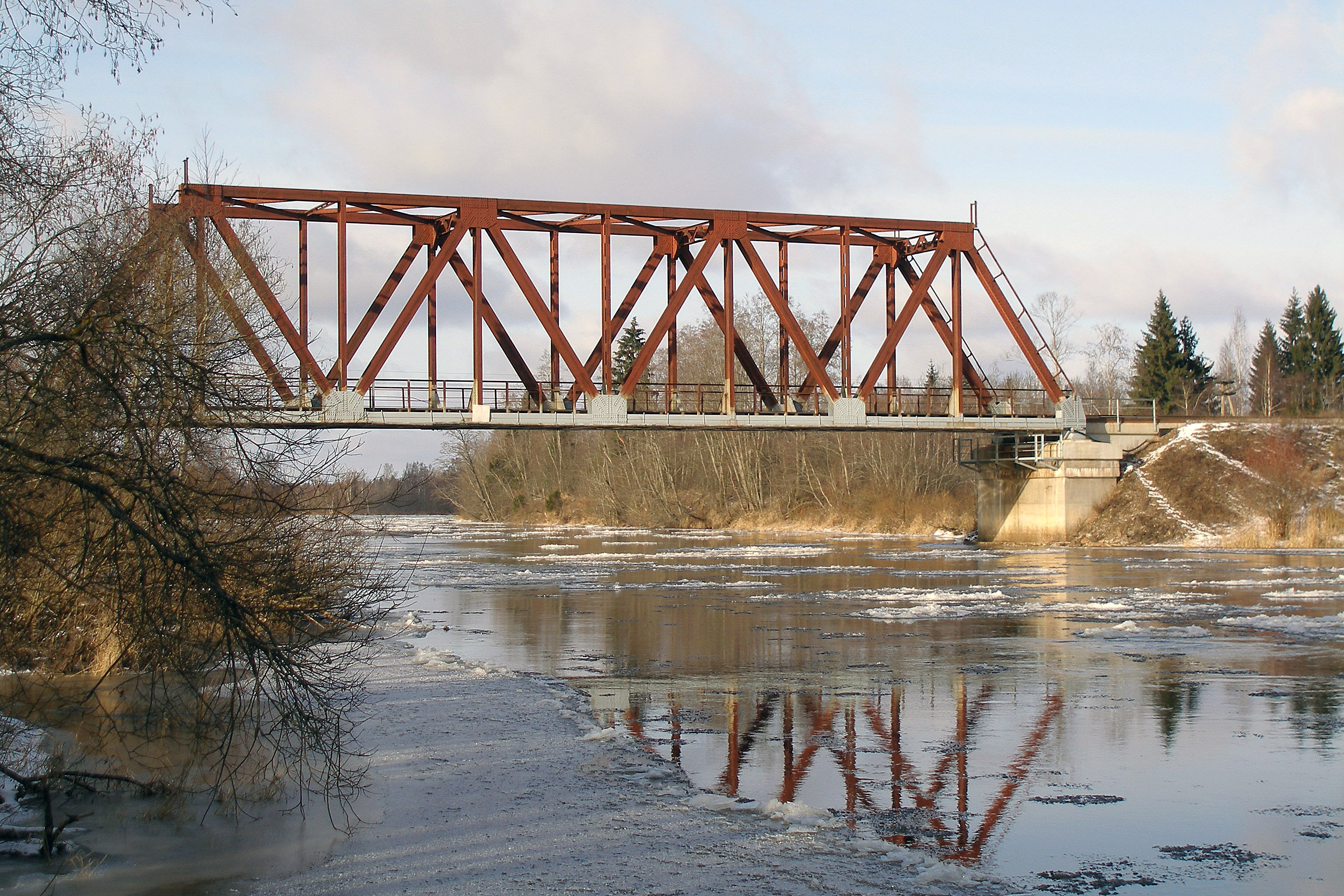
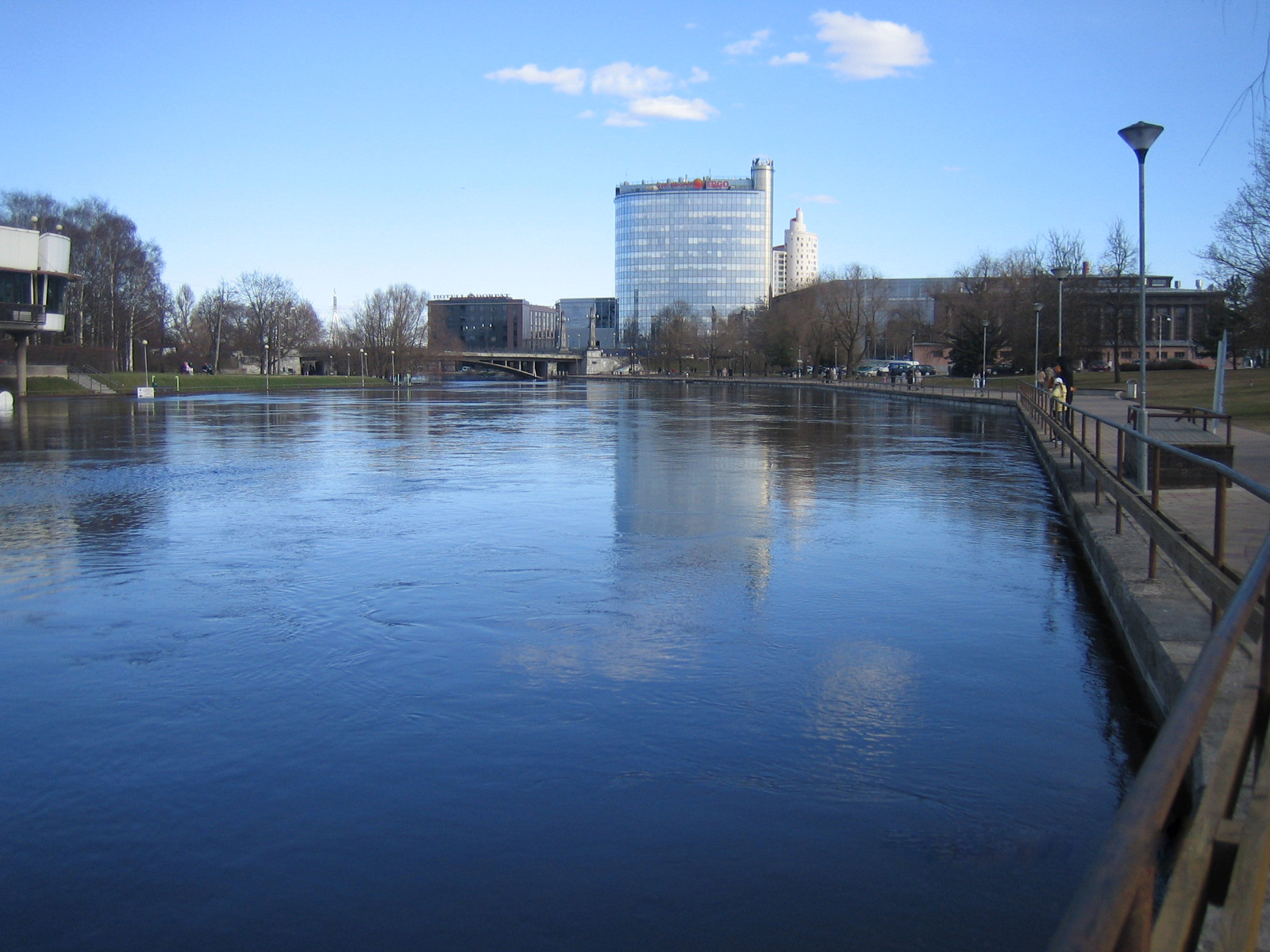
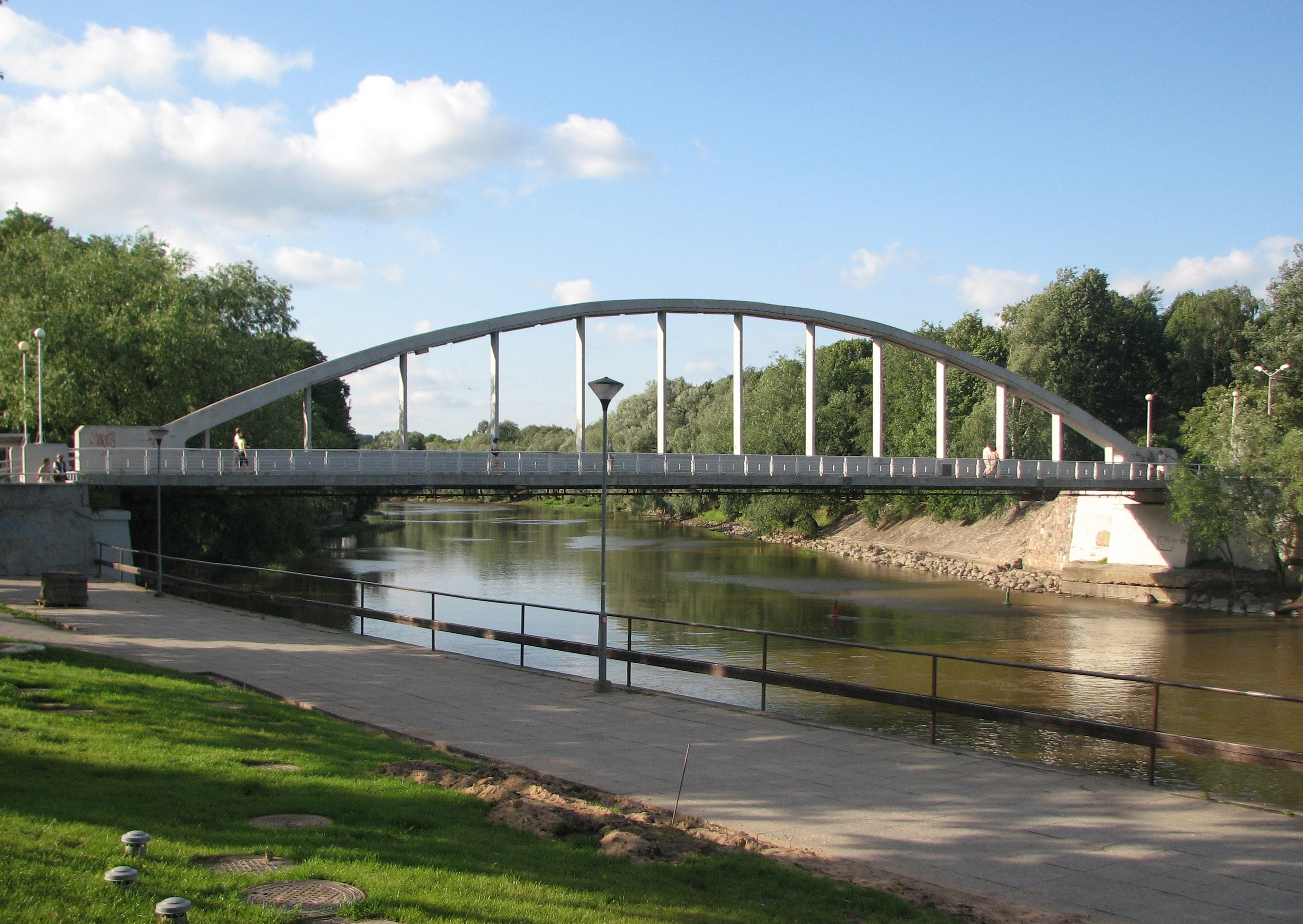
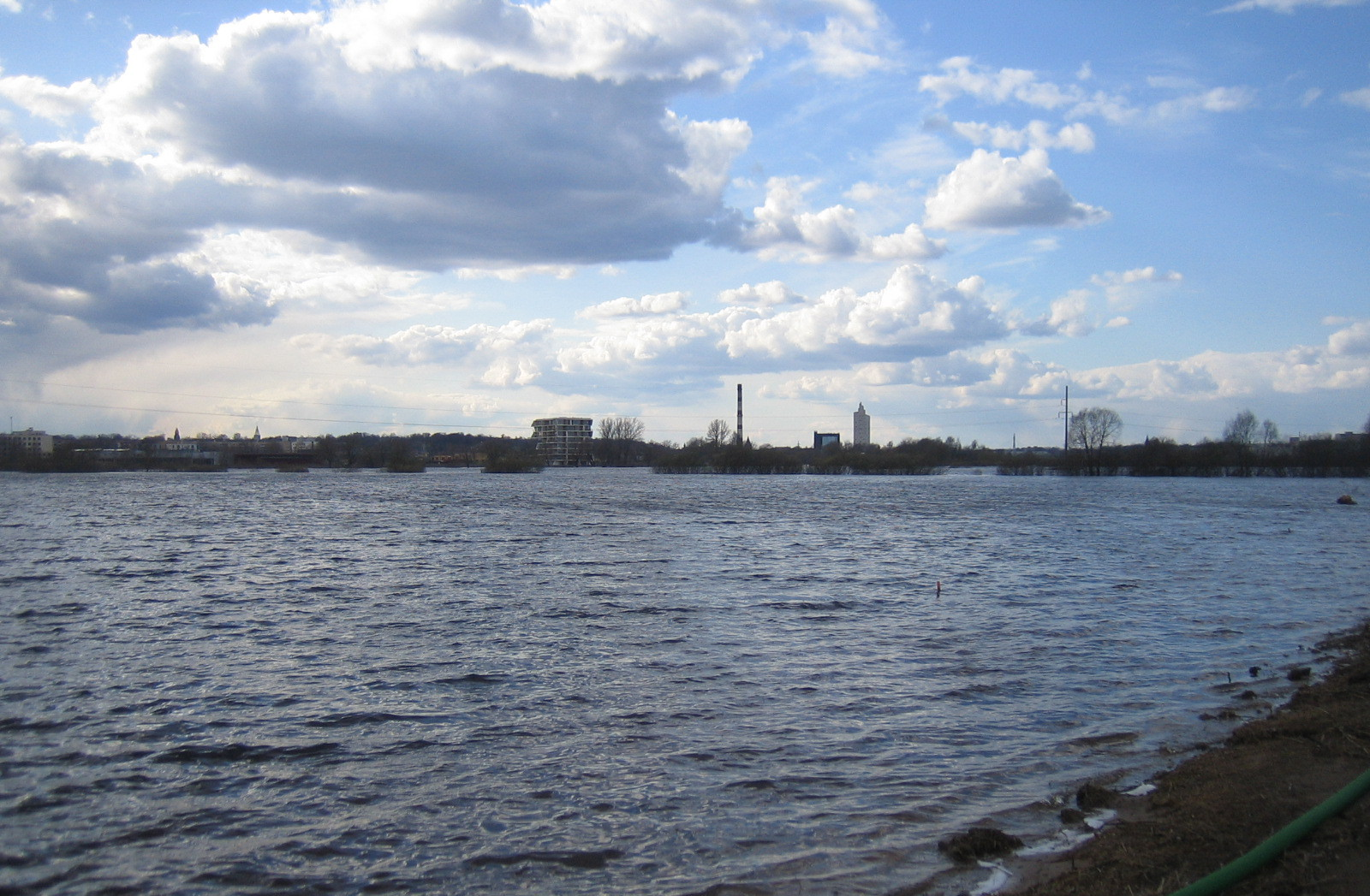
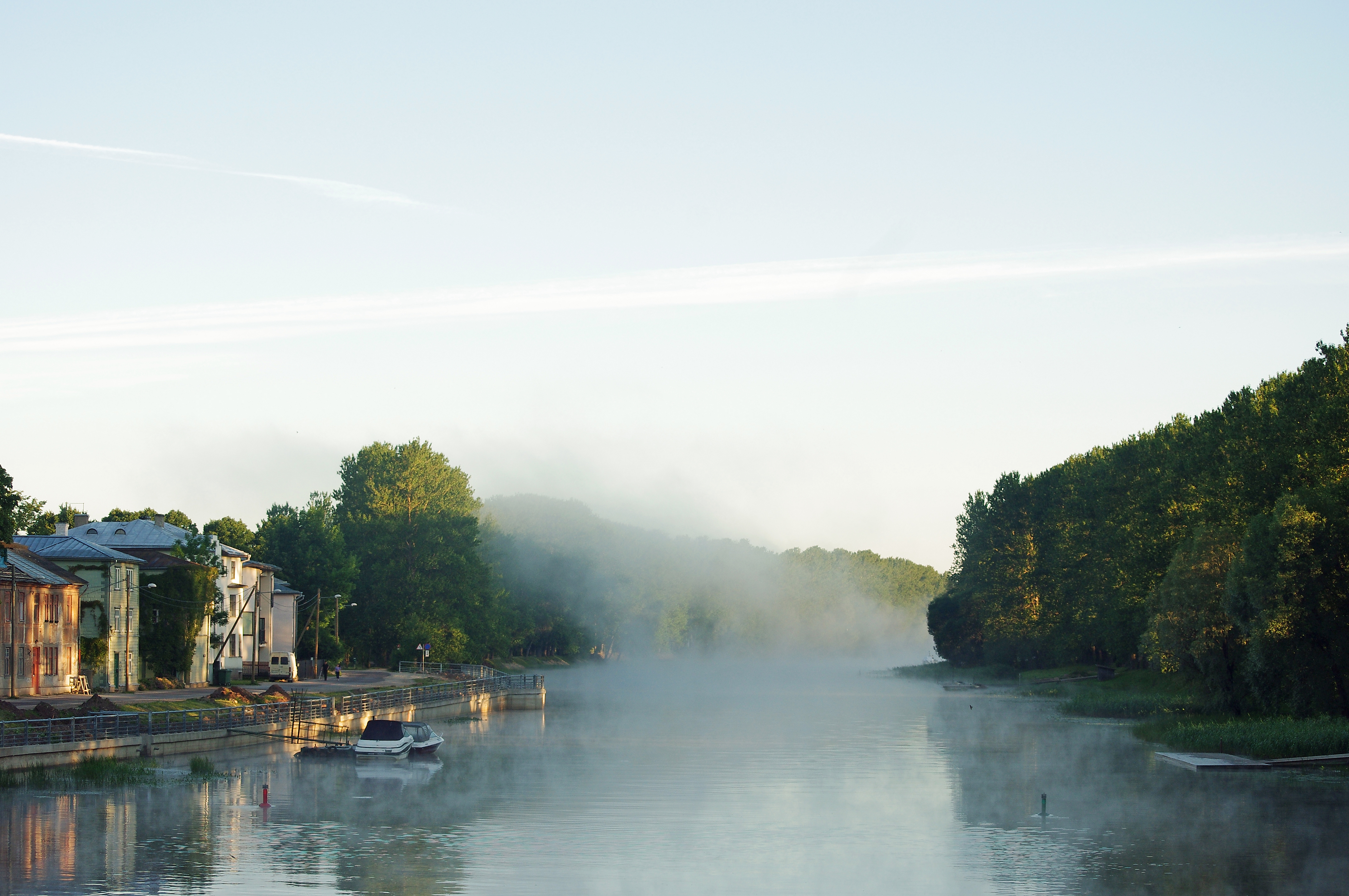